# Інститут кардіології, клінічної та регенеративної медицини імені академіка М. Д. Стражеска НАМН України
Інститут кардіології, клінічної та регенеративної медицини імені академіка М. Д. Стражеска НАМН України — спеціалізований науково-клінічний центр у Києві. Провідний науковий центр України, діяльність якого зосереджується на розв'язанні актуальних проблем сучасної кардіології. Розташований в Києві за адресою: вулиця Святослава Хороброго, 5.

## Історія
Відкритий у березні 1936 року як Український НДІ клінічної медицини під впливом розвитку української терапевтичної школи, в тому числі її кардіологічного напрямку, а також потреби практичної охорони здоров'я. Його очолив ініціатор створення цього закладу академік М. Д. Стражеско, чиє ім'я присвоїли інституту згодом.
Діяльність інституту була перервана німецько-радянською війною 1941—1945 рр. Після визволення Києва у 1943 році інститут поновив свою роботу. В інституті ведуться дослідження з питань ревматизму, артеріальної гіпертензії, недостатності кровообігу, клінічної фармакології, гематології, нейроендокринних захворювань, патології вагітності за наявності захворювань внутрішніх органів, а також хірургічної патології.
У післявоєнний період під керівництвом М. Д. Стражеска в інституті працювали визначні українські вчені: академік О. І. Смірнова-Замкова, професори О. А. Айзенберг, І. М. Іщенко, А. Л. Міхньов, А. І. Пивовонський, Ф. Я. Примак, Д. Ф. Чеботарьов, С. Н. Шаравський, Д. Н. Яновський, заслужений лікар України О. Л. Пхакадзе, В. А. Хатунцев та ін.
В інституті в різні періоди працювали видатні вчені: професори Н. А. Гватуа, Р. А. Фролькіс, М. С. Заноздра, О. Г. Камінський, Є. М. Вовченко.
В інших наукових закладах працюють вихідці з інституту: професори А. В. Токар, А. І. Хомазюк, І. М. Ганджа, академік АМН України Л. А. Пиріг.
Після смерті М. Д. Стражеска у 1952 р. інституту було присвоєно ім'я його засновника, а 1977 р. на новій території інституту відкрито пам'ятник академіку М. Д. Стражеску.
З розвитком кардіології та зростанням актуальності цієї проблеми в Україні діяльність інституту поступово набула кардіологічної спрямованості і 1977 р. його було реорганізовано в Український НДІ кардіології.
У 1999 р. Український НДІ кардіології перейшов з відомства МОЗ у відомство НАМН, змінивши назву на Інститут кардіології ім. М. Д. Стражеска НАМН України. У 2021 році до інституту приєднаний Інститут генетичної та регенеративної медицини НАМН України, після чого створена нова державна установа під назвою Інститут кардіології, клінічної та регенеративної медицини імені академіка М. Д. Стражеска НАМН України.
Знаходиться за адресою: м. Київ, вул. Святослава Хороброго, 5.

## Наукова діяльність
За розроблення та впровадження методів етапного лікування хворих на інфаркт міокарда 1980 р. співробітників інституту було нагороджено Державною премією України (професори Н. А. Гватуа, М. К. Фуркало, І. К. Следзевська).

Пам'ятник Миколі Стражеску перед входом до інституту

Тематика наукових досліджень інституту відповідає кардіологічній ситуації в Україні. Колектив інституту працює над вивченням патогенетичних механізмів розвитку ішемічної хвороби серця, артеріальної гіпертензії та інших найпоширеніших захворювань серцево-судинної системи. Розроблені заходи та вдосконалені методи їх діагностики, лікування та профілактики, при цьому значну увагу привертає створення оптимальних методів боротьби з такими життєво небезпечними формами захворювань та їх ускладненнями, як стенокардія, інфаркт міокарда, кардіоміопатія, гіпертонічний криз, порушення ритму діяльності серця, серцева недостатність. В інституті запроваджені методи черезшкірної транслюмінальної коронароангіопластики і стентування вінцевих артерій серця у хворих на стенокардію і гострий інфаркт міокарда.
Наукові дослідження проводять відповідно до завдань комплексних науково-технічних програм і пріоритетних напрямків розвитку науки і техніки, зокрема програми «Здоров'я людини» та ін. Інститут є одним із закладів, відповідальних за виконання в Україні програми Всесвітньої організації охорони здоров'я з профілактики основних неінфекційних захворювань.
В інституті розроблена і в 1999 р. затверджена Указом Президента України (№ 117/99) «Програма профілактики артеріальної гіпертензії» в державі, мета якої — зниження рівня захворюваності населення на артеріальну гіпертензію, судинні ураження мозку, смертності від ускладнень цієї хвороби, збільшення тривалості та поліпшення якості життя хворих. Програма розрахована на 1999—2010 рр. Її співвиконавцями є 10 міністерств і відомств, органи виконавчої влади. За розробки та впровадження в практику програми співробітників інституту (В. М. Коваленко, Є. П. Свіщенко, Ю. М. Сіренко, І. П. Смірнову) у 2003 р. було нагороджено Державною премією України, в галузі науки і техніки.

## Структура
Створено відділи некоронарогенних хвороб серця та клінічної ревматології, клінічної фармакології, медико-соціальних проблем кардіології, симптоматичних гіпертензій, дисліпідемії; організовано лабораторії: референтну функціональної діагностики, моніторингу показників здоров'я населення, магнітокардіографії, хроматографії, екстракорпоральних методів лікування (ультрафіолетове і лазерне опромінення крові, плазмаферез, гемодіаліз).
В інституті працюють близько 700 осіб, у тому числі понад 135 наукових співробітників, з них близько 40 — доктори наук, близько 90 — кандидати наук, 4 — заслужені діячі науки, 7 — заслужені лікарі, 4 — заслужені медпрацівники України.
Інститут оснащено сучасною апаратурою та обладнанням (установка для коронароангіографії, комп'ютерний томограф, сучасні ультразвукові діагностичні системи, гамма-камера, автоматичні комплекси для навантаження, холтерівські ЕКГ- моніторні системи і системи для добового вимірювання артеріального тиску та ін.).
Розширюються міжнародні контакти інституту, зокрема здійснюється співробітництво з Європейським кардіологічним товариством та американськими кардіологами. Учені інституту постійно беруть участь у всесвітніх, міжнародних (Австрія, Німеччина, Голландія, Італія, Португалія, США, Туреччина, Філіппіни, Франція, Югославія, Японія та ін.), а також у національних кардіологічних форумах.
Наукові розробки інституту успішно впроваджуються в практику. Щороку співробітники інституту публікують понад 400 наукових праць, у тому числі понад 100 — за кордоном.

### Видання
З 1994 р. на базі Інституту кардіології ім. М. Д. Стражеска видається «Український кардіологічний журнал». У журналі публікуються провідні оригінальні дослідження кардіологів усіх регіонів України, проблемні статті, огляди літератури, лекції, спостереження з практики, висвітлюються матеріали Українського та Європейського товариств кардіологів. З 1998 р. журнал має сторінку в Інтернеті.
На базі інституту видається також «Український ревматологічний журнал», часописи «Артеріальні гіпертензії», «Серцева недостатність» та «Аритмологія».

### Підготовка науковців
Значну увагу в інституті приділяють підготовці кадрів. Щорічно підвищують кваліфікацію лікарі з різних областей України — в клінічній ординатурі, на курсах стажування та інформації, а також на робочих місцях. Наукові кадри готують також через докторантуру і аспірантуру. При інституті функціонує спеціалізована Рада із захисту докторських дисертацій. За останні 20 років було захищено понад 70 докторських і 250 кандидатських дисертацій.
Інститут є клінічною базою кафедри кардіології та функціональної діагностики Національної медичної академії післядипломної освіти ім. П. Л. Шупика.
На базі інституту функціонує Український ревматологічний центр.

## Відзнаки
За успішний розвиток медичної науки і підготовку кадрів у зв'язку з 50-річчям інститут нагороджено Почесною грамотою Президії Верховної Ради України (1986).
У зв'язку з 125-літтям від дня народження M.Д. Стражеска виготовлена ювілейна медаль, якою нагороджували наукових співробітників і лікарів за вагомий внесок в кардіологію.

## Науковці
- Айзенберг Олександр Абрамович — лікар-терапевт, один з перших науковців інституту.
- Вихованюк Іван Васильович — науковий співробітник (1978—1985).
- Гватуа Нонна Акакіївна — засновниця та завідувачка відділення гострої коронарної недостатності (1970—1988).
- Горбась Ірина Михайлівна — завідувачка відділу популяційних досліджень (2005—2015).
- Заноздра Микола Степанович — завідувач відділів гіпертонічної хвороби, симптоматичних артеріальних гіпертензій.
- Іркін Олег Ігорович — науковий співробітник спеціалізованого відділення інтенсивної терапії та реанімації кардіологічного профілю (з 1992).
- Корнацький Василь Михайлович — заступник директора з науково-клінічної роботи, завідувач відділу медико-соціальних проблем кардіології (з 1997).
- Лук'янова Ірина Сергіївна — наукова співробітниця (1990—1996).
- Пархоменко Олександр Миколайович — науковий керівник спеціалізованого відділення інтенсивної терапії та реанімації кардіологічного профілю.
- Сичов Олег Сергійович — заступник директора з наукової роботи.
- Славнов Валентин Миколайович — завідувач лабораторії радіоізотопних методів дослідження (2005—2013).
- Следзевська Ірина Казимирівна — завідувачка відділення реабілітації інфаркту міокарда (1968—1994), заступниця директора з науки.
- Соколов Максим Юрійович — науковий керівник відділення інтервенційної кардіології та реперфузійної терапії.
- Соколов Юрій Миколайович — завідувач відділення інтервенційної кардіології.
- Шумаков Валентин Олександрович — науковий керівник відділення інфаркту міокарда та реабілітації кардіологічних хворих.

### Директори
- 1936—1952 — Стражеско Микола Дмитрович
- 1952—1970 — Міхньов Анатолій Львович
- 1970—1974 — Грицюк Олександр Йосипович
- 1974—1989 — Фуркало Микола Кузьмич
- 1989—1998 — Бобров Володимир Олексійович
- з 1998 — Коваленко Володимир Миколайович